# 細田一雄
細田 一雄（ほそだ かずお、1907年1月1日 - 1985年4月19日）は、日本の銀行家。

## 経歴
第十銀行と有信銀行が合併して設立された、山梨中央銀行の初代頭取を務めた細田武雄の長男として、山梨県甲府市に生まれる。1924年福岡県立中学修猷館を経て、1934年九州帝国大学法文学部経済学科を卒業。
1934年4月北海道電灯に入社。1936年2月第十銀行に転じ、1941年12月合併により、山梨中央銀行が設立されると、その検査課長となり、同社において、1947年5月取締役常務、1961年11月代表取締役副頭取を経て、1975年12月代表取締役頭取に就任。1983年6月代表取締役会長となる。
甲府商工会議所会頭、山梨県商工会議所連合会会長、山梨県銀行協会理事長、甲府法人会会長、山梨県法人会連合会会長を務めた。また、山梨県公安委員長も務めており、山梨県政功績者に選ばれている。